# 毛罗·施密德
毛罗·施密德（德語：Mauro Schmid，1999年12月4日—），瑞士男子自行车运动员，2022年世界公路自行车锦标赛混合团体接力金牌得主、2023年世界公路自行车锦标赛混合团体接力金牌得主。